# Zöldfarkú sármánypinty
A zöldfarkú sármánypinty (Pipilo chlorurus) a madarak osztályának verébalakúak (Passeriformes) rendjébe és a sármányfélék (Emberizidae) családjába tartozó faj.
A magyar név forrással nincs megerősítve.

## Előfordulása
Az Amerikai Egyesült Államok, Kanada, Kuba és Mexikó területén honos.
|  |